# Daf Yomi
El Daf Yomi (en català: "una pàgina al dia") és un mètode d'estudi del Talmud de Babilònia que consisteix en llegir i estudiar una pàgina de dues cares diàriament. Es triga set anys i cinc mesos aproximadament a completar la lectura, una vegada ha acabat el cicle de lectura es torna a començar de nou.

## Origen
La idea de fer participar en jueus de tot el món en un estudi simultani del Talmud Babilònic va sorgir en 1923 en el primer congrés mundial de l'organització World Agudath Israel celebrat a Viena, Àustria. El seu principal valedor va ser el rabí Meir Shapiro. El primer cicle va començar l'any 5684 segons el calendari hebreu (1923 en el calendari gregorià), com el Talmud de Babilònia té 2.711 folis, la durada d'un cicle és de set anys i cinc mesos aproximadament.

## Siyum HaShas
Desenes de milers de jueus d'arreu del Món estudien amb el programa Daf Yomi i més de 300.000 participen en el Siyum HaShas, un esdeveniment que celebra la culminació del cicle d'estudi talmúdic.